# Лобко, Павел Львович
Па́вел Льво́вич Лобко́ (1 июня 1838 — 25 ноября 1905, Санкт-Петербург) — военный и государственный деятель Российской империи, генерал-адъютант и генерал от инфантерии, Государственный контролёр (в 1899–1905), член Государственного Совета, почётный профессор Николаевской академии Генерального штаба.

## Биография
Родился в семье потомственных дворян Самарской губернии, потомственный военный: дед — генерал-майор, отец — генерал-лейтенант, начальник артиллерии Войска Донского Лев Львович Лобко (1806—1869). Брат — генерал от инфантерии, военный цензор Лев Львович Лобко (1838—1907).
В 1856 году окончил 1-й Московский кадетский корпус. 16 июня 1856 года поступил на военную службу прапорщиком.
В 1859—1861 годах обучался в Николаевской академии Генерального штаба, которую окончил с малой серебряной медалью. На протяжении почти четверти века последующая служебная карьера Павла Львовича Лобко была тесно связана с академией. Специализировался по кафедре военной администрации.
В 1862—1867 годах служил на различных должностях в штабе войск Гвардии и Петербургского военного округа.
В 1867—1881 годах на службе в Канцелярии Военного министерства, сперва помощником делопроизводителя, затем делопроизводителем. Одновременно преподаватель (с 3 ноября 1870 года — профессор) в Николаевской академии Генерального штаба по кафедре военной администрации.
В апреле 1871 года произведён в полковники.
С началом русско-турецкой войны состоял при военном министре Д. А. Милютине (март 1877), сопровождал его во время пребывания императора Александра II на Балканском театре военных действий. В августе-сентябре 1877 года принимал участие в боях под Плевной. В октябре назначен помощником начальника штаба войск, находящихся в тылу Действующей армии. За отличия произведён в чин генерал-майора (1878).
18 августа 1881 года назначен на должность помощника начальника канцелярии Военного министерства.
4 января 1884 года назначен на должность начальника канцелярии Военного министерства, занимая её по июнь 1898 года.

«Павел Львович Лобко, которому я очень многим обязан, был, вообще, большой чудак. Очень умный, честный и справедливый, он производил впечатление человека сухого, строгого и гордого. На деле оказывалось, что он строг на словах; его манера ходить и говорить, производившая впечатление гордости и самонадеянности, была, так сказать, прирожденная, и старослужащие Канцелярии, знавшие его ещё в чине капитана, удостоверяли, что он уже тогда выступал и говорил так же, как и теперь, в должности начальника Канцелярии».— Александр Фёдорович Редигер
Пользовался полным доверием военного министра П. С. Ванновского, поручавшего ему в случае своего отсутствия выступать от имени военного ведомства при обсуждении вопросов в Государственном совете. Подтверждая компетенцию Лобко, министр произнёс в Государственном совете:

«…Я учился на медные деньги, а посылаю вам вместо себя профессора военной администрации, человека в высшей степени сведущего, талантливого и принимаю на себя ответственность за всё то, что он будет говорить».— Управленческая элита…
15 апреля 1883 года оставил профессорскую кафедру академии, с производством в заслуженные профессора и назначением профессорской пенсии.
В 1887 году читал специальный курс лекций по военной администрации Наследнику Цесаревичу Великому князю Николаю Александровичу.
В 1889 году произведён в генерал-лейтенанты.
За время службы принимал участие в комитетах и комиссиях по разработке положений об интендантских управлениях в мирное и военное время, составлении нового положения о полевом управлении войск в военное время, об оборонительных сооружениях, по перевооружению армии и других.
1 января 1898 года назначен членом Государственного совета с оставлением в прежней должности. Смена военного министра в 1898 году и приход на эту должность генерала Куропаткина привели к уходу генерала Лобко с должности начальника канцелярии Военного министерства (30 июня 1898 года).

«С назначением Куропаткина положение Лобко стало весьма неудобным, так как первый не только был моложе его годами и по службе, но был его слушателем в Академии; скрашивалось это положение назначением в члены Государственного Совета, создававшее ему более независимое положение и возможность с почётом уйти из Военного министерства».— Александр Фёдорович Редигер
6 декабря 1899 года назначен на пост Государственного контролёра, вместо умершего Тертия Филиппова. На новом посту отличался лояльным отношением к финансовым запросам военного ведомства. Находился на должности Государственного контролёра вплоть до выхода Манифеста 17 октября 1905 года.
9 апреля 1900 года произведён в генералы от инфантерии. 1901—1904 годы провёл в постоянных разъездах по России, лично проверяя работу аппарата контрольного ведомства в различных губерниях страны, участвовал в ревизиях в различных губерниях империи, а также состоял членом специальных комитетов и совещаний: о нуждах сельскохозяйственной промышленности (1902); для обсуждения предначертаний, указанных в рескрипте 18 февраля 1905 года; совещания графа Сольского для рассмотрения дополнений к узаконениям о Государственной думе правил.
С наступлением событий революции 1905 года убеждённый консерватор и традиционалист Павел Лобко оказался человеком вчерашнего дня. При образовании кабинета министров С. Ю. Витте его отставка была практически предрешена. 26 октября 1905 года уволен от должности Государственного контролёра, с назначением генерал-адъютантом и оставлением в Государственном совете. Пережив отставку крайне тяжело, менее чем через месяц Павел Львович Лобко скончался. Похоронен в Санкт-Петербурге на Никольском кладбище Александро-Невской лавры.

«Замечательно умный и логичный, безусловно честный и справедливый, он был сух и подчас резок в обращении. Он пользовался всеобщим уважением, но любили его лишь те, которым удавалось за довольно черствой скорлупой узнать тщательно скрываемую доброту. Под конец своей жизни Лобко стал как будто мягче и приветливее, может быть под влиянием новой для него семейной жизни».
— Александр Фёдорович Редигер

## Чины и звания
- Прапорщик — 16 июня 1856 года
- Подпоручик — 23 апреля 1861 года (старшинство)
- Поручик — 25 декабря 1861 года (за отличие)
- Генерального штаба штабс-капитан — 9 ноября 1864 года
- Генерального штаба капитан — 25 декабря 1864 года (старшинство)
- Генерального штаба подполковник — 31 марта 1868 года (старшинство)
- Генерального штаба полковник — 28 марта 1871 года (за отличие)
- Генерального штаба генерал-майор — 26 февраля 1878 года (за отличие, старшинство 28 марта 1881 года)
- Генерального штаба генерал-лейтенант — 1 января 1889 года (за отличие)
- Генерального штаба генерал от инфантерии — 9 апреля 1900 года (за отличие)
- Генерал-адъютант — 26 октября 1905 года

## Награды
- Орден Святой Анны 3-й степени (16.04.1867)
- Орден Святого Владимира 4-й степени (20.04.1869)
- Орден Святой Анны 2-й степени (13.05.1873)
- Орден Святого Владимира 3-й степени (19.04.1874)
- Золотая сабля с надписью «За храбрость» (09.09.1877)
- Орден Святого Станислава 1-й степени (30.08.1880)
- Орден Святой Анны 1-й степени (15.05.1883)
- Орден Святого Владимира 2-й степени (30.08.1885)
- Орден Белого орла (06.12.1894)
- Орден Святого Александра Невского (14.05.1896)
- Высочайшая благодарность (1890, 1894, 1895, 1905)
- Искренняя признательность Его Величества (1897)
- Бриллиантовые знаки к ордену Святого Александра Невского (01.01.1903)
- Знак отличия беспорочной службы за XL лет (22.08.1898)

Иностранные:
- румынский Крест «За переход через Дунай» (1878)
- сербский Орден Такова 1-го класса (1892)
- бухарский Орден Золотой звезды с алмазами (1893)
- австро-венгерский Орден Железной короны 1-го класса (1897)
- бухарский Орден Короны государства Бухары с алмазами (1897)
- прусский Орден Красного орла 1-го класса (1897)
- французский Орден Почётного легиона, большой офицерский крест (1897)
- бухарский Орден Искандер-Салис с алмазами (1902)
- итальянский Орден Святых Маврикия и Лазаря, большой крест (1902)
- болгарский Орден «За военные заслуги» 1-го класса (1903)